# Centris maranhensis
Centris maranhensis är en biart som beskrevs av Adolpho Ducke 1911. Centris maranhensis ingår i släktet Centris och familjen långtungebin. Inga underarter finns listade.